# Двигатель Toyota CD
Toyota CD — дизельный двигатель внутреннего сгорания объёмом 2,0 л (1995 см3) с клапанным механизмом DOHC, который устанавливался на Toyota Corolla, Toyota RAV4, Toyota Avensis и другие модели. Его диаметр цилиндра и ход поршня составляют 82,2 × 94 мм, а мощность — 87 кВт (116 л. с.).

## 1CD-FTV
1CD-FTV (2.0 D-4D) впервые был представлен 22 ноября 1999 года на Toyota Avensis. Модель выпускалась в двух поколениях: первое поколение выпускалось с 1999 по 2004 год, а второе — с 2003 по 2006 год.

### Первое поколение
- Топливная система: common rail
- Привод распределительного вала: ремень газораспределительного механизма
- Очистка выхлопных газов: EGR с катализатором; (охладитель EGR на RAV4)
- ЭКО-стандарт: Euro III
- Степень сжатия: 18.6:1
- Расход топлива: 5,9 л/100 км
- Выбросы CO2: 158—191 г/км

#### Устанавливался на
- Toyota Corolla[3]
- Toyota Corolla Verso[4]
- Toyota Avensis Verso
- Toyota Previa[5]
- Toyota RAV4[6]

### Второе поколение
- Топливная система: common rail
- Привод распределительного вала: ремень газораспределительного механизма
- Очистка выхлопных газов: EGR с охладителем и катализатором
- ЭКО-стандарт: Евро-4 (Евро-3: Corolla Verso)
- Степень сжатия: 17.8:1
- Расход топлива: 5,8 л/100 км
- Выбросы CO2: 149—165 г/км

#### Устанавливался на
- Toyota Avensis
- Toyota Corolla[7]
- Toyota Corolla Verso[8]